# Nearctopsylla georgiana
Nearctopsylla georgiana är en loppart som beskrevs av Pratt et harrison 1954. Nearctopsylla georgiana ingår i släktet Nearctopsylla och familjen mullvadsloppor. Inga underarter finns listade i Catalogue of Life.